# El alma al aire
El alma al aire és el nom del sisè àlbum d'estudi gravat pel cantautor espanyol Alejandro Sanz. Va ser llançat al mercat pel segell discogràfic WEA Llatina el 26 de setembre de 2000. L'àlbum va estar produït una vegada més pel productor musical italià Emanuele Ruffinengo i va seguir l'estil marcat pels seus anteriors àlbums, amb un so més modern, encara que fusionat amb altres gèneres com flamenc, electrònica o R&B contemporani. És l'àlbum més melòdic i emotiu que ha compost fins avui.
Ha venut més de 5.000.000 còpies arreu del món (és el seu segon disc amb més vendes, després de l'àlbum Más). A Espanya es van adquirir un milió de còpies només en una setmana. El alma al aire va confirmar la consolidació de Sanz en la fama de la música.
La crítica professional va realitzar molt bones crítiques cap al disc encara que comparant-lo amb el seu anterior àlbum Más (1997) alguns coincidien que la qualitat de les cançons no era tan bona. L'àlbum va romandre diverses setmanes en algunes llistes d'èxit i els seus senzills Cuando nadie me ve, Quisiera ser y El alma al aire assoliren arribar al número u de Los 40.

## Antecedents i enregistrament
Després de rebre a Brussel·les el seu segon premi Platinum Music Award per la venda de més de dos milions de còpies del seu àlbum anterior d'estudi Más (1997), i de vendre en total una suma de més de cinc milions de còpies Alejandro va decidir començar l'enregistrament del que seria el seu sisè àlbum d'estudi en Miami, Florida. L'enregistrament va tenir una durada de cinc mesos, donant com a resultat un total de deu cançons.
Aquesta es va dur a terme en els estudis The Hit Factory Criteria (on ja van gravar Mariah Carey o Eric Clapton) utilitzant un sistema digital.

## Producció
El productor musical italià Emanuele Ruffinengo que ja treballés en 3 (1995) i Más (1997) va participar una vegada més en una pre-producció que es va realitzar, juntament amb els arranjaments, entre Madrid i Milà.

## Contingut

### Líric
Encara que segons el mateix artista no li agrada explicar els temes de les seves cançons en una entrevista produïda en Panamà sí que parla de la temàtica d'algunes d'elles.
De «Cuando nadie me ve» va dir que és una d'aquestes cançons en les quals es reflexiona sobre aquests moments «en els quals ningú ens veu i podem fer comptes». De «Llega, llegó soledad» va comentar que era una cançó dedicada a Buenos Aires, «no per l'obvietat, més aviat per l'afinitat que per a mi significa l'"aire"» va afirmar l'artista espanyol. Respecte al tema «El alma al aire» va parlar dient que tota l'ànima a l'aire era una manera «de viure, de sentir»

### Melodies i instrumentació
L'estil de l'àlbum seguia el deixant dels seus anteriors discos amb melodies baladistas d'ascendència italiana encara que en aquest disc va incorporar pop llatí fusionat amb flamenc, electrònica, R&B contemporani i fins i tot es va atrevir amb una mica de música rap en la cançó «Tiene que ser pecado». A més de tot això també va decidir gravar instrumentació de corda per a algunes cançons. A diferència d'altres artistes pop llatins a El alma al aire predomina la guitarra i la percussió sincopada.

## Recepció

### Crítica
| Crítica especialitzada | Crítica especialitzada |
| ---------------------- | ---------------------- |
| Publicació             | Valoració              |
| Lafonoteca             | [ 5 ]                  |
| AllMusic               | [ 6 ]                  |
| El Panamá América      | (favorable)            |
| CD Universe            | (favorable)            |

En general l'àlbum va rebre crítiques positives però els crítics que van comparar aquest sisè treball amb el seu anterior Más (1997) van considerar que s'havia produït un descens de qualitat.
Dris Alí de La fonoteca li va atorgar al disc tres amb cinc de cinc estrelles i va escriure en la seva crítica que Alejandro Sanz havia trobat el seu so i aconseguit la maduresa musical. No obstant això va afirmar que no trobava en aquest treball el nivell de creativitat de l'anterior. Quant al treball en si va destacar les cançons «Cuando nadie me ve», «Tiene que ser pecado» i «Me iré». S. Proefrock d' Allmusic li va atorgar tres de cinc estrelles i encara que va dir d'ell que presentava una sòlida col·lecció de balades va afirmar també que no el va trobar tan «potent com els seus millors àlbums per exemple Más. De les cançons destaca el senzill que va donar sortida al disc «Cuando nadie me ve», entre altres cançons, i la «impressionant instrumentació». També va esmentar algun dels col·laboradors del disc com Ludovico Vagnone o el productor i pianista Emanuele Ruffinengo.
La crítica d'Elisa Tejera C. de El Panamá América és molt positiva, en aquesta va escriure semblar trobar Alejandro Sanz «en un moment creatiu excepcional» i la temàtica de les cançons li semblen «profundes» i «sinceres». A més va dir trobar el segell especial i original de l'artista que caracteritza totes les seves obres. En CD Universe la crítica va ser també favorable dient que calia no confondre Alejandro Sanz amb altres artistes llatins com Enrique Iglesias o Ricky Martin malgrat l'èxit que aquest va aconseguir amb el seu últim treball. També va qualificar Alejandro Sanz de «pur romàntic» i del disc va dir que estava ple de «melodies exuberants que tocaran el teu cor, parlis espanyol o no».
| País         | Proveïdor    | Certificacions |
| Europa       |              |                |
| Espanya      | Promusicae   | 13x Platí      |
| Unió Europea | IFPI         | Platí          |
| Amèrica      |              |                |
| Argentina    | CAPIF        | 3x Platí       |
| Estats Units | RIAA (Latin) | 2x Platí       |
| Mèxic        | Amprofon     | 5x Or          |

### Comercial
Quant a les vendes El alma al aire va aconseguir un bon número en diversos països com l'Argentina o els Estats Units. A Espanya va aconseguir els tretze discos de platí i a Europa a nivell general va aconseguir un (disc de platí). A l'Argentina va arribar a aconseguir tres discos de platí, als Estats Units dos i cinc discos d'or a Mèxic.

## Llista de cançons
El CD ha estat reeditat dues vegades el que fan un total de tres llançaments, els dos últims l'any 2001 i 2006 respectivament.

### CD 1
1. Cuando Nadie Me Ve - 5:07
2. Hay un Universo de Pequeñas Cosas - 5:22
3. Quisiera Ser - 5:30
4. Para Que Me Quieras - 4:29
5. Llega, Llegó Soledad - 4:37
6. El Alma al Aire - 5:58
7. Me Iré - 5:40
8. Hicimos un Trato - 4:37
9. Tiene Que Ser Pecado - 5:05
10. Silencio - 8:22 (cançó amagada "Desde mis centros")

### CD 2
- 11 Me Iré (The Hardest Day) amb The Corrs - 4:26
- 12 Una Noche amb The Corrs - 4:44
- 13 Adoro amb Armando Manzanero - 4:17
- 14 Tiene Que Ser Pecado (alternative mix) - 5:22
- 15 The Hardest Day amb The Corrs - 4:38